# Toulx-Sainte-Croix

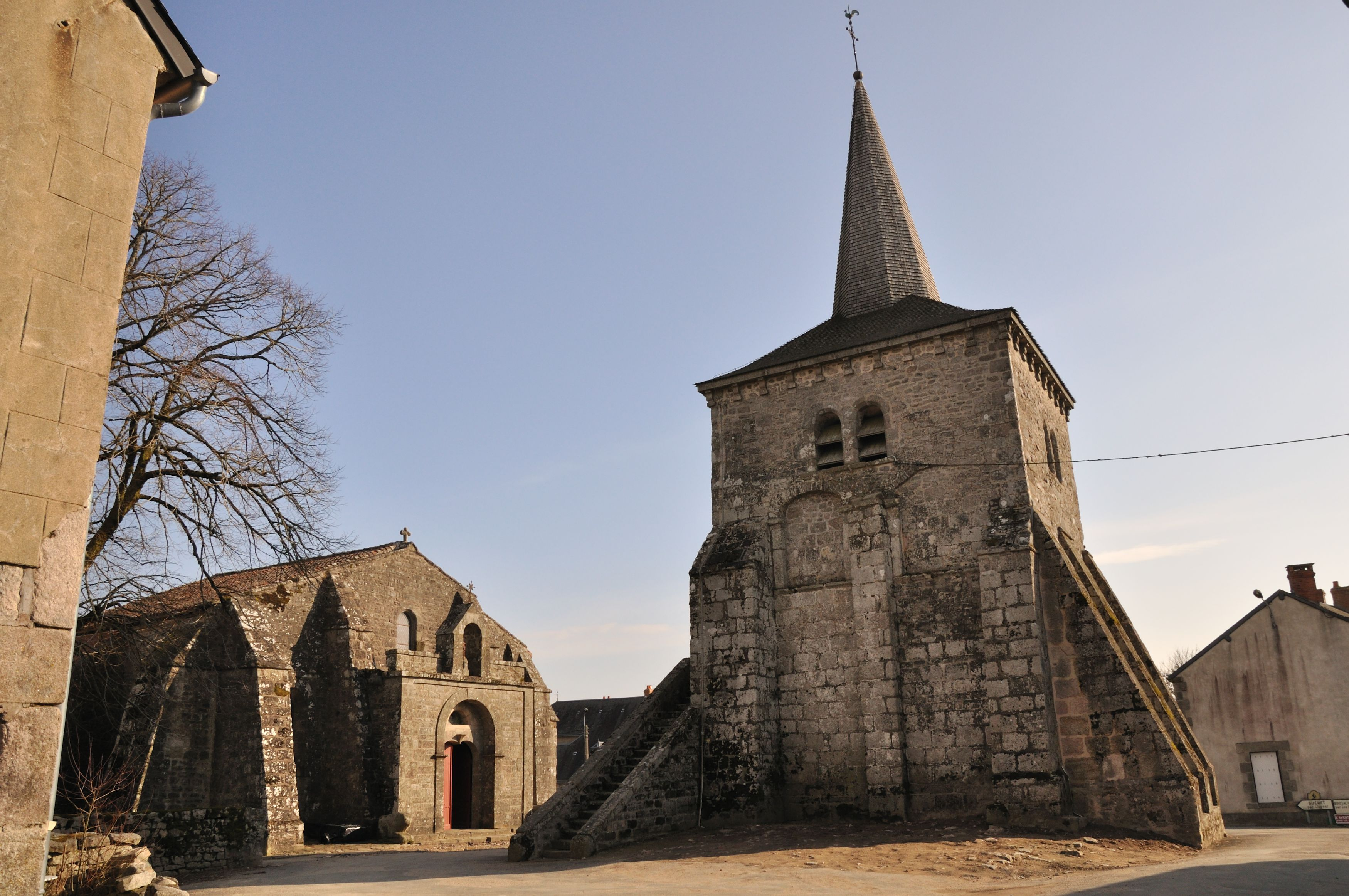
Zabytkowy Kościół św. Marcjalisa (2011)

Toulx-Sainte-Croix – miejscowość i gmina we Francji, w regionie Nowa Akwitania, w departamencie Creuse.
Według danych na rok 1990 gminę zamieszkiwało 361 osób, a gęstość zaludnienia wynosiła 10 osób/km² (wśród 747 gmin Limousin Toulx-Sainte-Croix plasuje się na 317. miejscu pod względem liczby ludności, natomiast pod względem powierzchni na miejscu 109.).

## Populacja

Populacja Toulx-Sainte-Croix w latach 1962–2008